# Boulens
Boulens ist eine politische Gemeinde im Distrikt Gros-de-Vaud des Kantons Waadt in der Schweiz.

## Geographie
Boulens liegt auf 718 m ü. M., 19 km nördlich der Kantonshauptstadt Lausanne (Luftlinie). Das Haufendorf erstreckt sich auf einer Hochfläche östlich des Taleinschnitts der Mentue, im Molassehügelland des nördlichen Waadtländer Mittellandes.
Die Fläche des 3,5 km² grossen Gemeindegebiets umfasst einen Abschnitt des Hügellandes zwischen der Orbeebene und dem mittleren Broyetal. Der Hauptteil des Gebietes wird vom leicht gewellten Hochplateau nördlich des Jorat eingenommen. Westlich des Dorfes fällt das Plateau steil ab. Die westliche Grenze verläuft entlang der Mentue, die hier ein mehr als 100 m tiefes Tal in die Molasseschichten eingegraben hat. Die nördliche und östliche Grenze wird vom Erosionstal des Baches Oulaire gebildet, das ebenfalls tief in das Plateau eingeschnitten ist. Am Westhang der Höhe Les Bourlayes wird mit 765 m ü. M. der höchste Punkt von Boulens erreicht. Von der Gemeindefläche entfielen 1997 4 % auf Siedlungen, 34 % auf Wald und Gehölze und 62 % auf Landwirtschaft.
Zu Boulens gehören einige Einzelhöfe. Die Nachbargemeinden von Boulens sind im Nordosten, Osten und Süden Montanaire, im Südwesten Fey und im Westen und Nordwesten Bercher.

## Bevölkerung
Mit 378 Einwohnern (Stand 31. Dezember 2023) gehört Boulens zu den kleinen Gemeinden des Kantons Waadt. Von den Bewohnern sind 90,1 % französischsprachig, 6,2 % deutschsprachig und 1,9 % portugiesischsprachig (Stand 2000). Die Bevölkerungszahl von Boulens belief sich 1850 auf 247 Einwohner, 1900 auf 218 Einwohner. Danach wurde aufgrund starker Abwanderung bis 1970 eine Abnahme auf 134 Einwohner verzeichnet; seither hat die Bevölkerung wieder deutlich zugenommen.

## Wirtschaft
Boulens war bis in die zweite Hälfte des 20. Jahrhunderts ein vorwiegend durch die Landwirtschaft geprägtes Dorf. Noch heute haben der Ackerbau, der Obstbau und die Viehzucht eine wichtige Bedeutung in der Erwerbsstruktur der Bevölkerung. Weitere Arbeitsplätze sind im lokalen Kleingewerbe und im Dienstleistungssektor vorhanden. An der Oulaire wurde früher eine Mühle betrieben. In den letzten Jahrzehnten hat sich das Dorf auch zu einer Wohngemeinde entwickelt. Einige Erwerbstätige sind Wegpendler, die in den umliegenden grösseren Ortschaften arbeiten.

## Verkehr
Die Gemeinde liegt abseits der grösseren Durchgangsstrassen, rund 1 km von der Hauptstrasse von Lausanne nach Thierrens entfernt. Durch einen Postautokurs, der von Echallens nach Thierrens verkehrt, ist Boulens an das Netz des öffentlichen Verkehrs angeschlossen.

## Geschichte
Die erste urkundliche Erwähnung des Ortes erfolgte 1142 unter dem Namen Bollens. Später erschienen die Bezeichnungen Boslens (1166), Boslans (1218), Bolens (1453), und der heutige Name ist seit dem 15. Jahrhundert überliefert. Der Ortsname geht auf den burgundischen Personennamen Bollo zurück und bedeutet bei den Leuten des Bollo.
Seit dem Mittelalter unterstand Boulens dem Zisterzienserkloster Montheron. Auch die Grafen von Genf hatten reichen Grundbesitz im Ort. Nach der Reformation kam das Dorf unter die Herrschaft von Lausanne. Mit der Eroberung der Waadt durch Bern im Jahr 1536 gelangte Boulens unter die Verwaltung der Landvogtei Moudon. Nach dem Zusammenbruch des Ancien Régime gehörte das Dorf von 1798 bis 1803 während der Helvetik zum Kanton Léman, der anschliessend mit der Inkraftsetzung der Mediationsverfassung im Kanton Waadt aufging. 1798 wurde es dem Bezirk Moudon zugeteilt.

## Sehenswürdigkeiten

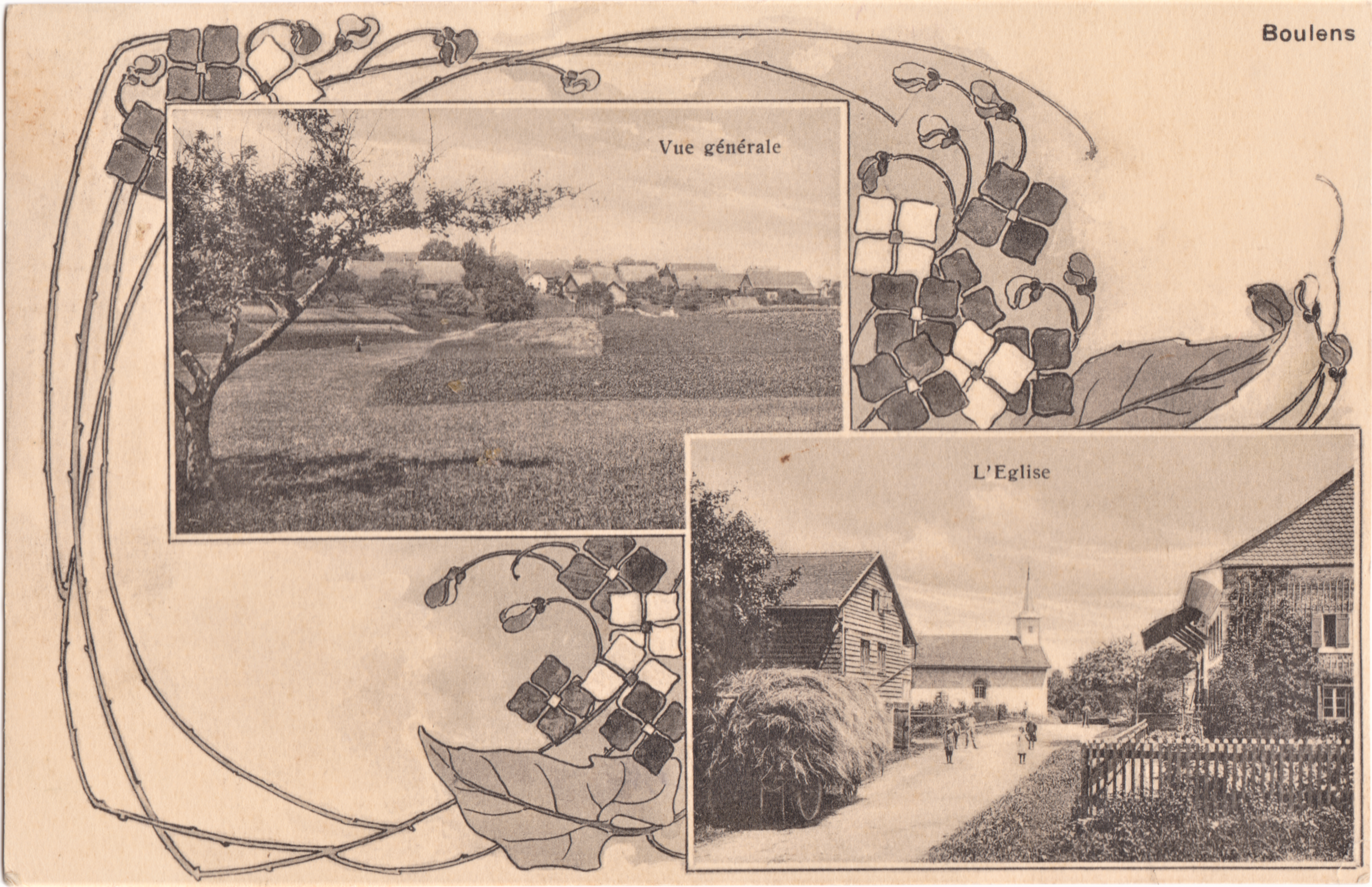
Boulens (1924)

Schon im 12. Jahrhundert besass Boulens eine Kapelle. Die heutige Kirche wurde jedoch 1744 neu errichtet. Im Ort sind einige charakteristische Bauernhäuser aus dem 18. und 19. Jahrhundert erhalten.